# 真鍋武紀
真鍋 武紀（まなべ たけき、1940年〈昭和15年〉4月3日 - ）は、日本の政治家、農林水産官僚。香川県知事を務めた。

## 来歴
日本統治下の朝鮮の京畿道京城府（ソウル市）生まれ。香川県木田郡下高岡村（現三木町）出身。香川県立高松高等学校、東京大学法学部卒業。1963年（昭和38年）4月農林省に入省。農林水産省大臣官房企画室長、水産庁漁政部長、環境庁水質保全局長、農林水産審議官などを務め、1996年（平成8年）7月退官。同年8月国際協力事業団副総裁に就任。1998年（平成10年）9月、香川県知事に就任。
県知事としては、大的場健康体育センター、津田病院、栗林公園動物園の閉鎖や公共事業の縮小、県職員の人件費カットなどによる行財政改革に取り組んだ。 また、2000年6月には、豊島の産業廃棄物不法投棄問題で、県と住民の公害調停が成立し、県知事として謝罪した。
連続3期（12年）を務め、2009年12月15日の会見で次期知事選への不出馬を表明し、翌2010年9月4日に任期満了に伴い退任した。

## 県知事
1998年（平成10年）9月、香川県知事選挙に初当選。2002年（平成14年）、再選。2006年（平成18年）、3選を果たす。真鍋が就任した1998年は、神戸淡路鳴門自動車道が開通し、翌年に西瀬戸自動車道が開通した「四国3橋時代」の始まりの時代である。バブル経済崩壊後の閉塞感が社会全体に漂っていた。香川県は、国の景気対策に呼応して、積極的な公共事業と各種の景気対策を実施していた。就任時の当初予算は、県政史上最高の予算額であった。県債残高は累増し、財源対策の基金も底をつくようになり、県の財政は危機的な状況になっていた。引き継いだ懸案事項には、基盤整備が5割ほど進んだ県都高松の浮沈をかけた最重要プロゼクトと称された「サンポート高松」の再開発事業と、対応に行き詰まっていた「産業廃棄物不法投棄事件」があった。2000年・2005年に、『香川県新世紀基本構想 <みどり・うるおい・にぎわい創造プラン>』を策定した。2004年9月、『県財政再建方策』を発表した。2010年（平成22年）9月、連続3期（12年）を務め、任期満了で優退した。次期知事選への不出馬の表明は、前年の12月であった。

### 個別施策
- 就任早々に行財政改革に取り組むと決意を表明し、半年後に『香川県新行財政改革大綱』を発表した。県税収入は伸び悩み、地方交付税は大幅に減少した。国の「三位一体改革」では、地方交付税などの減額が約200億円になった。行財政改革は、県政史上最高の職員の給与カットを含む厳しい取り組みで推移した[注 1]。知事就任と退任時を比較すると、県債残高は「5,637億円が5,611億円」に、財源対策の基金は「210億円が655億円」に、知事部局の職員数は「3,674人が2,779人」に、総人件費は「1,387億円が1,250億円」になり、ラスパイレス指数の全国順位は「7位から36位」になった。一般会計の歳出決算は「5,541億円が4,411億円」に、公共事業などの投資的経費は「1,771億円が524億円」になった。組織の統廃合も実施した。出先機関は「平成の大合併」による見直しも行われた[注 2]。知事部局の出先機関は「83が49」に、本庁の組織数は「83が64」になり、外郭団体数は「52が33」になった。施設の見直しでは、大的場健康体育センター・津田病院・保育専門学院などが閉鎖された[5]。

- 「日本一面積の小さい香川県は、県オリジナルの品種の開発に注力しなければならない」との、知事の気概が研究員に伝わっていた。新品種の小麦「さぬきの夢2000」、アスパラガス「さぬきのめざめ」、キウイフルーツ「さぬきゴールド」、イチゴ「さぬき姫」などが開発された。また、ひけた鰤・なおしまハマチ・オリーブハマチ（ハマチ3兄弟）やオリーブ夢豚・オリーブ牛などの県産品ブランドが生まれた[5][7]。

- 2008年4月、瀬戸大橋開通20周年記念行事を開催すると共に、通行料金の値下げ要望も展開した。また、高松琴平電気鉄道の民事再生問題・庁内のプール金問題・鳥インフルエンザ問題などに遭遇した[5]。